# Instituto Paraguayo de Tecnología Agraria
El Instituto Paraguayo de Tecnología Agraria (IPTA) se creó por Ley de la Nación N° 3788, de fecha 21 de mayo de 2010, con personería jurídica autárquica de derecho público vinculada con el Poder Ejecutivo, a través del Ministerio de Agricultura y Ganadería, mediante la fusión de la Dirección de Investigación Agrícola – DIA y la Dirección de Investigación y Producción Animal – DIPA. El Instituto tendrá por objetivo fortalecer y mejorar el sistema de investigación del país y responder con eficiencia y eficacia, en lo referente al desarrollo técnico-científico del sector agropecuario y forestal. 
Su objetivo específico es el desarrollo de programas de investigación y de tecnologías que permitan elevar la productividad de los productos de origen agropecuario y forestal, a fin de potenciar su competitividad para el mercado interno como para el mercado de exportación.